# Eiterbachtal von Wald-Michelbach
Der Eiterbachtal von Wald-Michelbach ist ein Naturschutzgebiet in Wald-Michelbach im hessischen Landkreis Bergstraße. Der Eiterbach mit beidseitigem Uferstreifen ist als FFH-Gebiet Eiterbach ausgewiesen.

## Lage
Das geschützte Bachtal  befindet sich südöstlich von Siedelsbrunn, einem Ortsteil von Wald-Michelbach, im Naturraum Südlicher zentraler Sandsteinodenwald. Das Naturschutzgebiet besteht aus zwei Teilen, zum einen aus der Aue um einen 200 Meter kurzen Quellbach bei Siedelsbrunn sowie aus der rund 2.500 Meter langen Bachaue des Eiterbachs zwischen Siedelsbrunn im Norden und der Landesgrenze zu Baden-Württemberg im Süden. Die beiden Quellbäche des Eiterbachs entspringen am Boschwald östlich von Siedelsbrunn und vereinigen sich nach wenigen Hundert Metern. Zwei seitliche einmündende Bäche gehören ebenfalls zum NSG. In Baden-Württemberg setzt sich der Eiterbach auf dem Gebiet der Gemeinde Heiligkreuzsteinach fort und mündet dort in die Steinach.
Das FFH-Gebiet  Eiterbach ist in das NSG eingebettet. Es umfasst den Bachlauf des Eiterbachs auf hessischem Gebiet mit allen Zuläufen sowie einen jeweils beidseitig zehn Meter breiten Uferstreifen, Bachaue und Waldsaum sind also nicht Teil des FFH-Gebiets.
Am Rande des Schutzgebiets befindet sich mit St. Maria in Lichtenklingen die Ruine einer Marienkultstätte. Sie liegt in einem Talschluss zwischen Hardberg (593 m) und Stiefelhöhe (584 m) am Waldrand.

## Naturschutzgebiet
Am 17. Februar 1983 erließ das Regierungspräsidium Darmstadt die Schutzgebietsverordnung für das zweiteilige Naturschutzgebiet Eiterbachtal von Wald-Michelbach mit einer Größe von etwa 47 Hektar. Das NSG soll das naturnahe Bachtal mit seinen für den südlichen Odenwald charakteristischen Pflanzen- und Tierarten sichern. Im Schutzgebiet begleiten den Bachlauf im engen Wiesental auf etwa 200 Metern Breite Erlen- und Eschenwälder am Uferstreifen, Hochstaudenfluren, Feuchtwiesenflächen, zahlreiche quellige Bereiche und der Waldsaum.
Das Natura-2000-Gebiet Eiterbachtal (Gebiet 6418-350) wurde 2008 mit einer Fläche von 8,51 ha ausgewiesen. Ziel der Unterschutzstellung ist der Erhalt des natürlichen Bachlaufs mit seinen unverbauten Gewässerabschnitten, Fließgewässerdynamik und charakteristischen Hochstauden. Ein weiterer Schutzstatus besteht aus dem Regelwerk der  Wasserrahmenrichtlinie.
Für die Gewässerökologie sind die morphologischen Strukturen des Fließgewässers besonders wertvoll. Es findet sich eine große Vielfalt von Strömungssituationen und Substraten, der Wechsel zwischen flachen und vertieften, zwischen Engstellen und breiteren Wasserflächen sowie der gewundene Gewässerverlauf mit Prall- und Gleithängen sind Merkmale eines naturnahen Baches mit vielgestaltigen Lebensräumen.
Bei einer Kartierexkursion der Botanischen Arbeitsgemeinschaft Südwestdeutschland im Jahr 2015 wurde ein ausgeprägter Staudensaum am Eiterbach festgestellt, bei dem zahlreiche botanische Besonderheiten vermerkt wurden: Wald-Geißbart, Gelber Eisenhut, Bach-Nelkenwurz, Sumpf-Pippau, Kohl-Kratzdistel, Hohe Schlüsselblume und Sumpf-Schwertlilie, in Flutmulden auch das kleine Laichkraut. Auch die Flora der Wald-Innensäume wurde trotz forstlicher Bewirtschaftung als artenreich festgestellt, so fand sich in der Nähe der Kapelle „Maria Hilf“ das Schwertblättrige Waldvöglein neben Heidekraut und Trauben-Gamander.

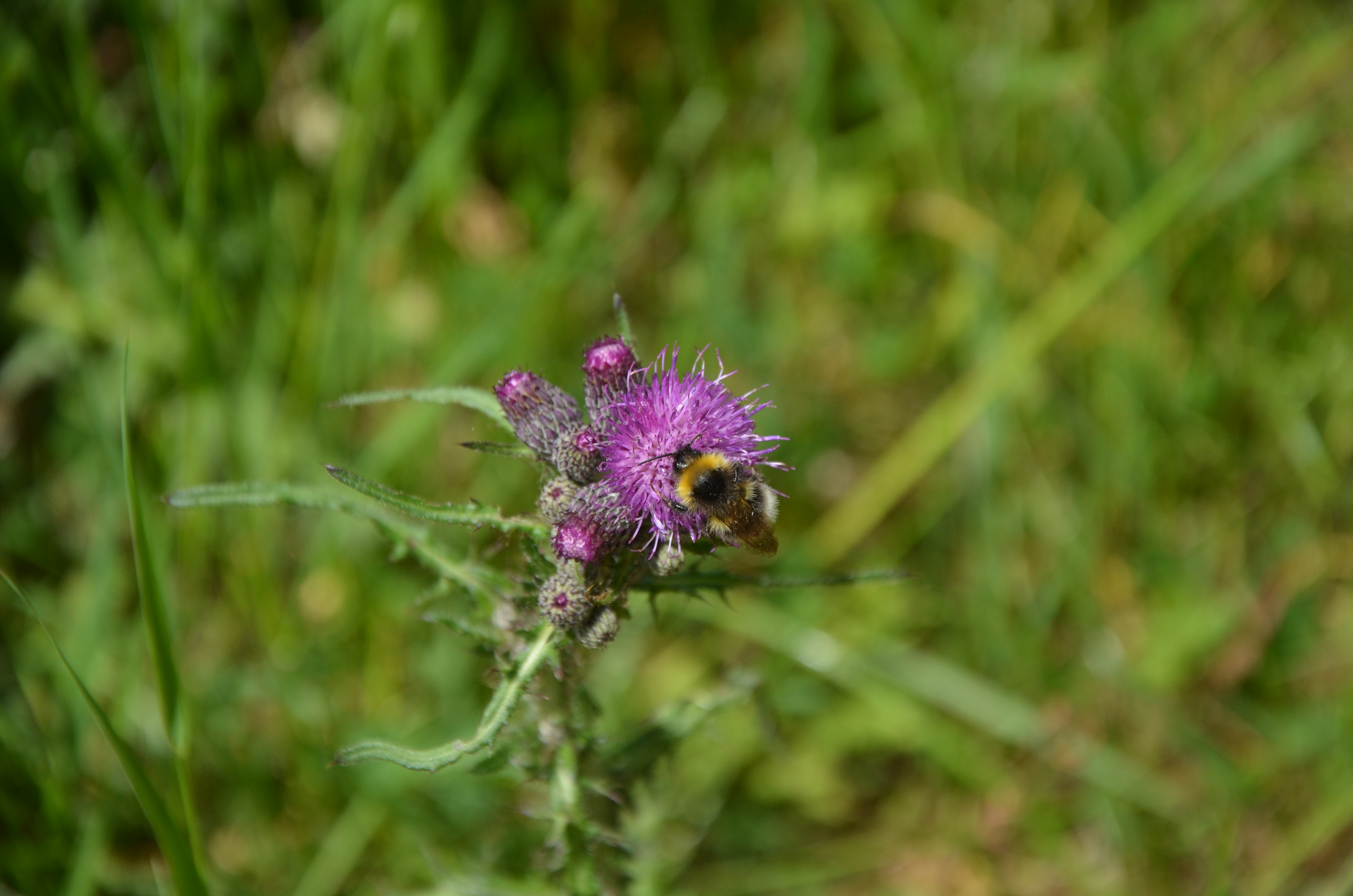
Erdhummel auf Ringdistel im Naturschutzgebiet Eiterbachtal
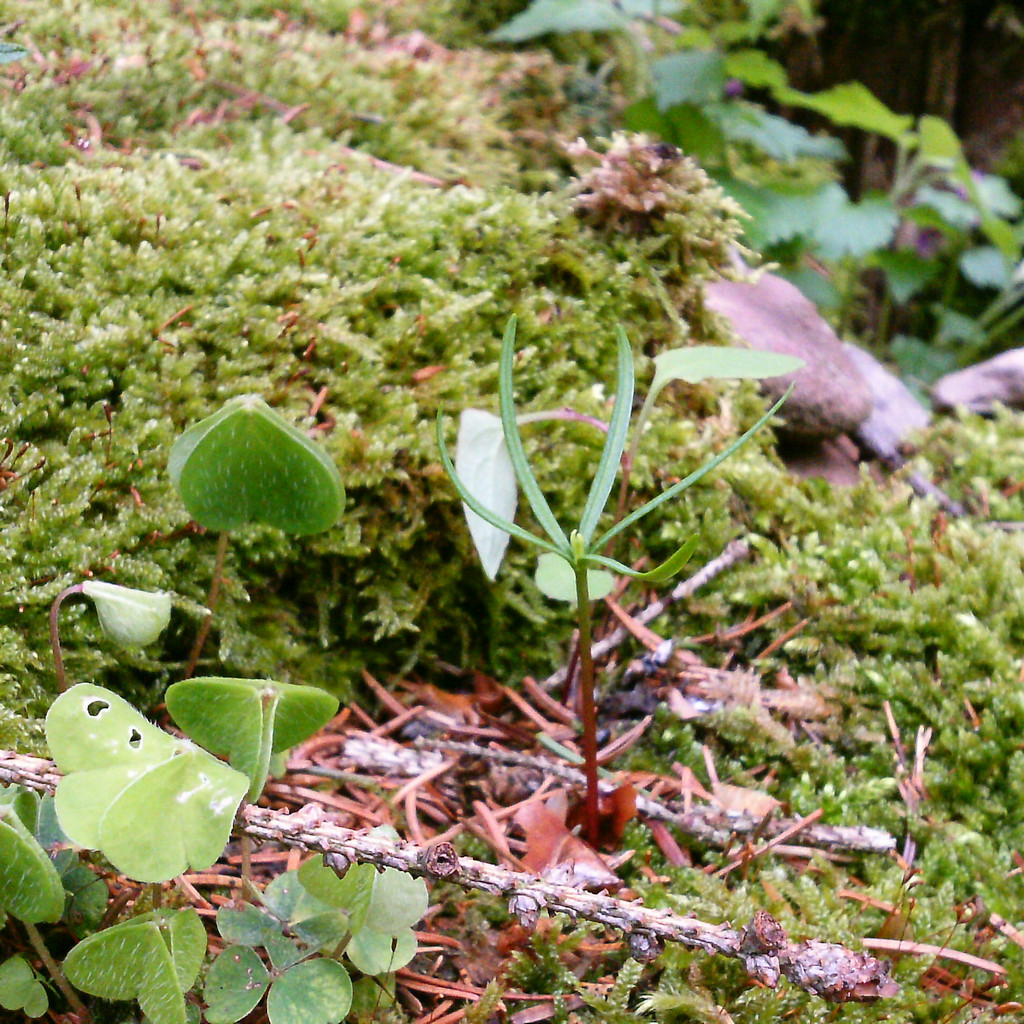
Frühlingserwachen im Naturschutzgebiet
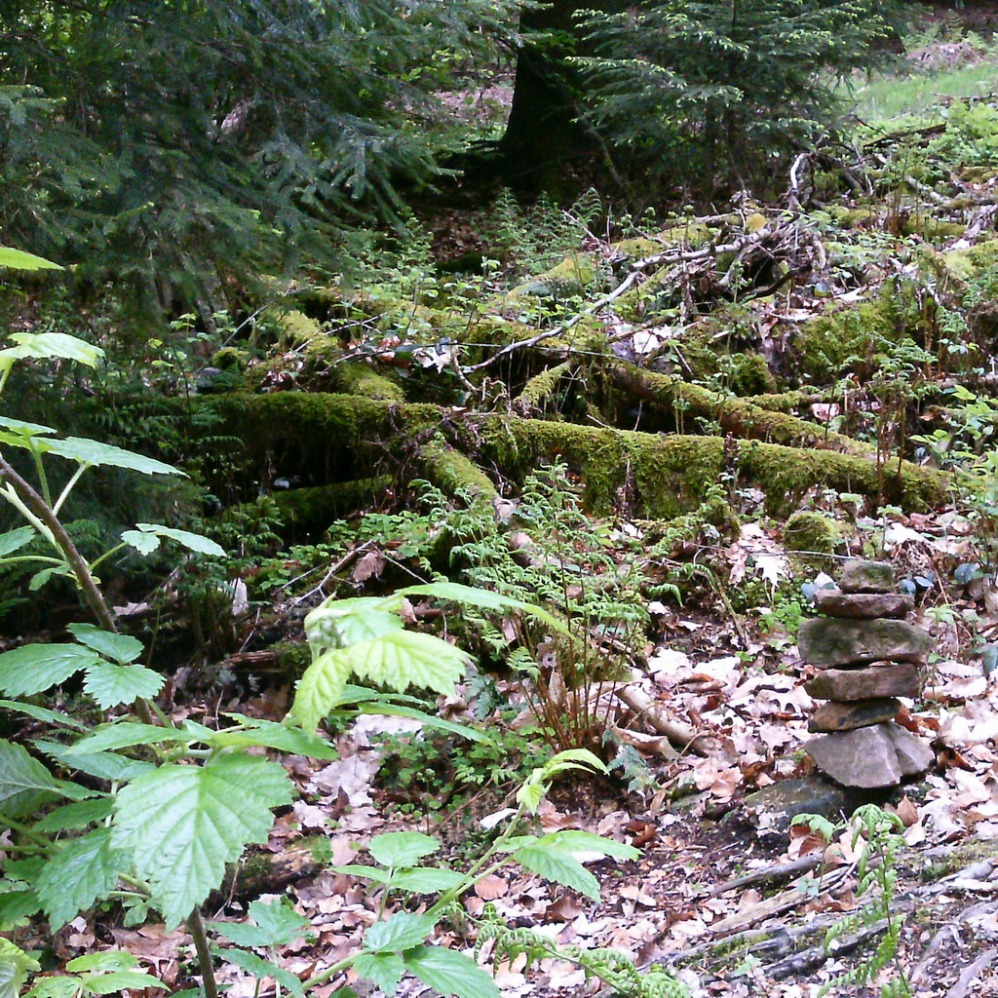
NSG Eiterbachtal
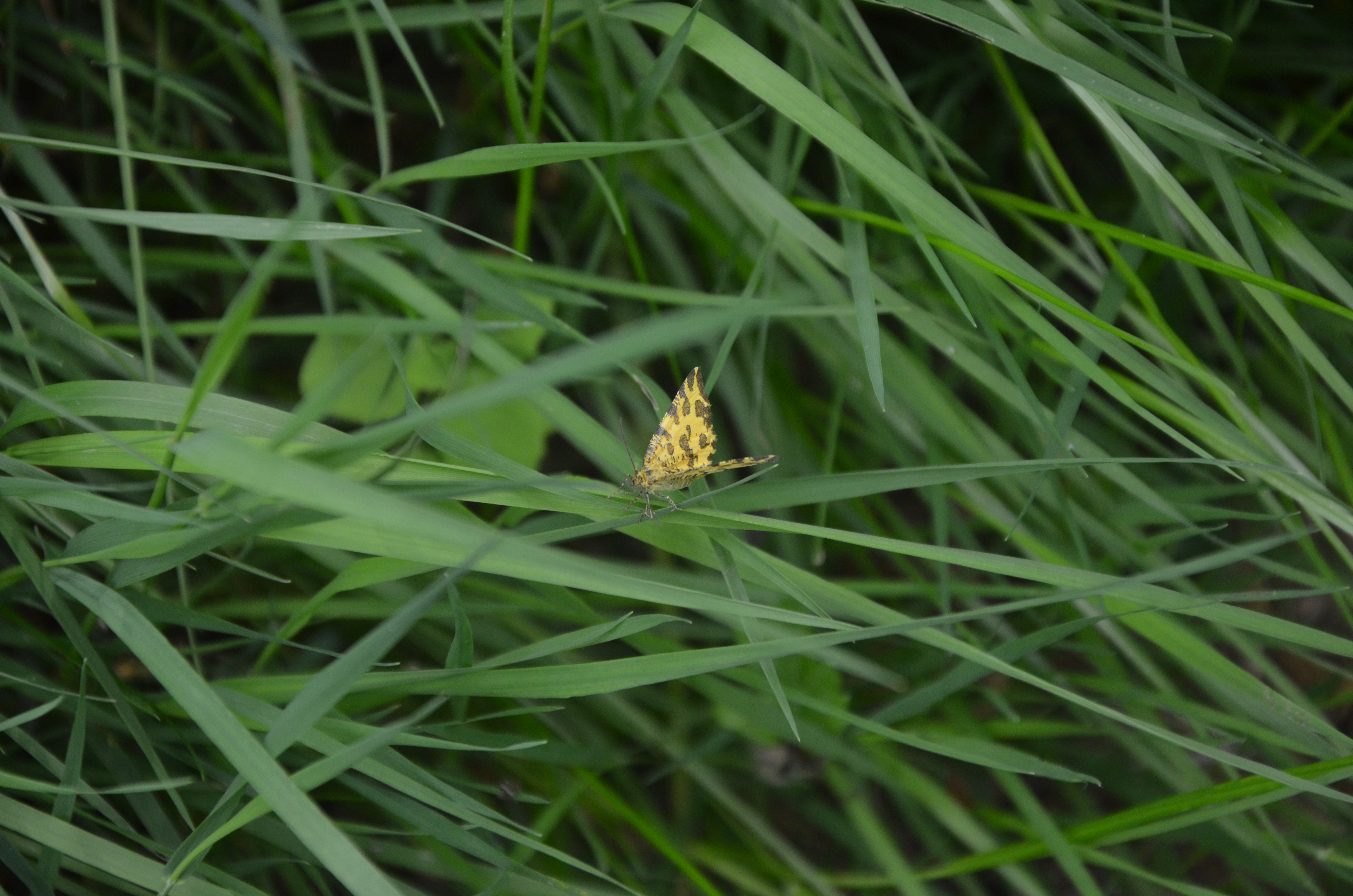
Pantherspanner
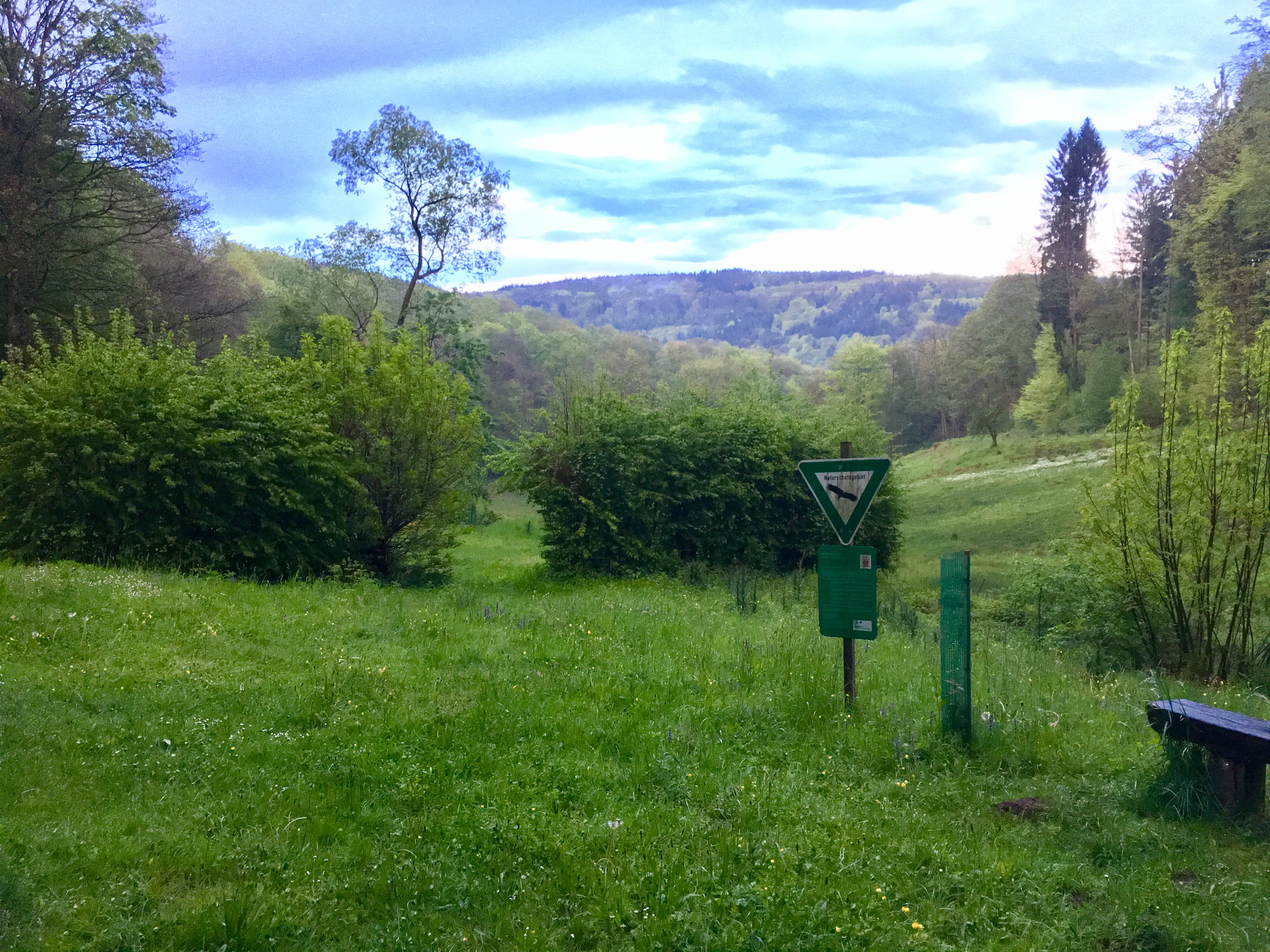
Blick ins NSG von St. Maria in Lichtenklingen
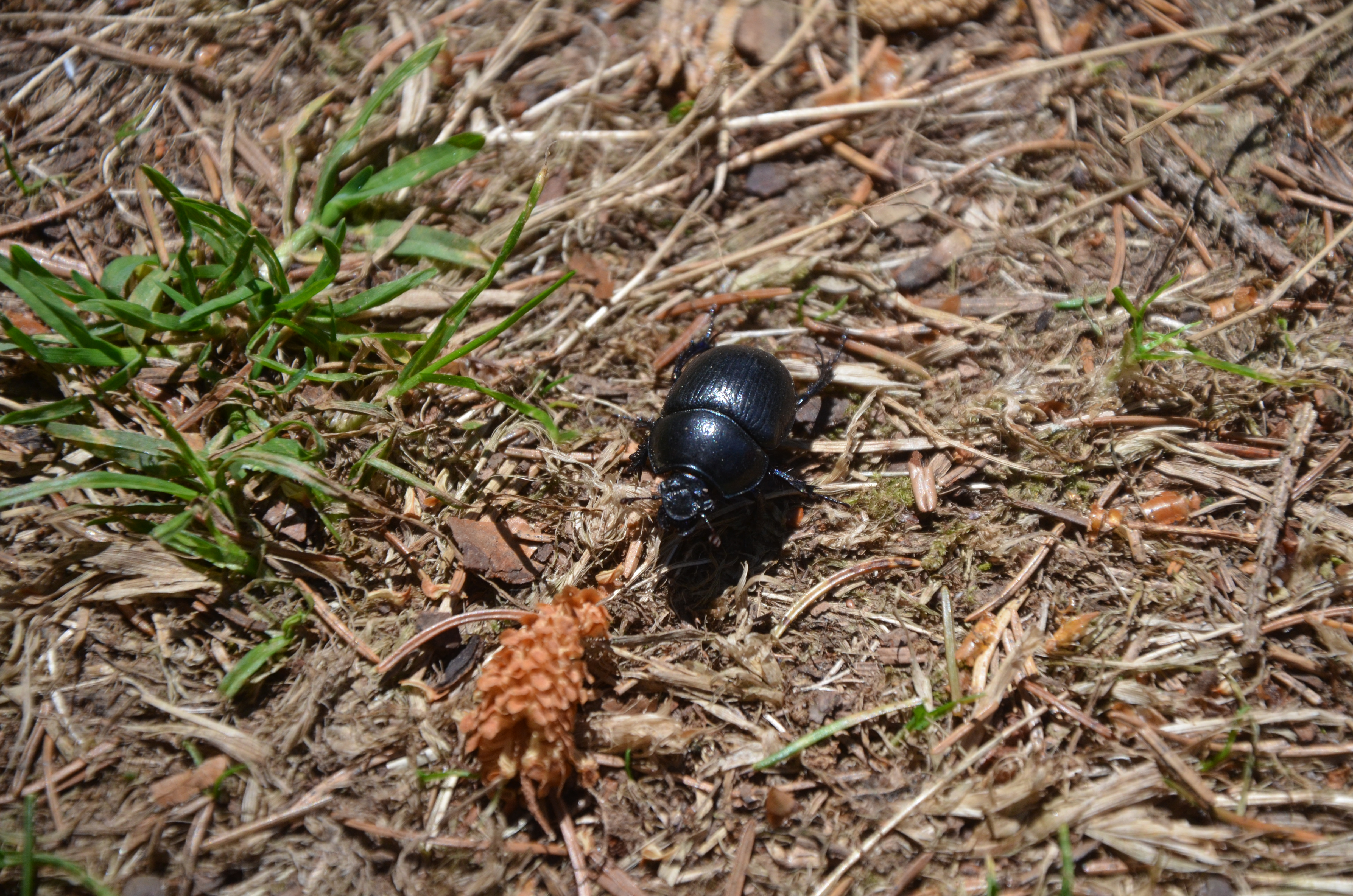
Waldmistkäfer
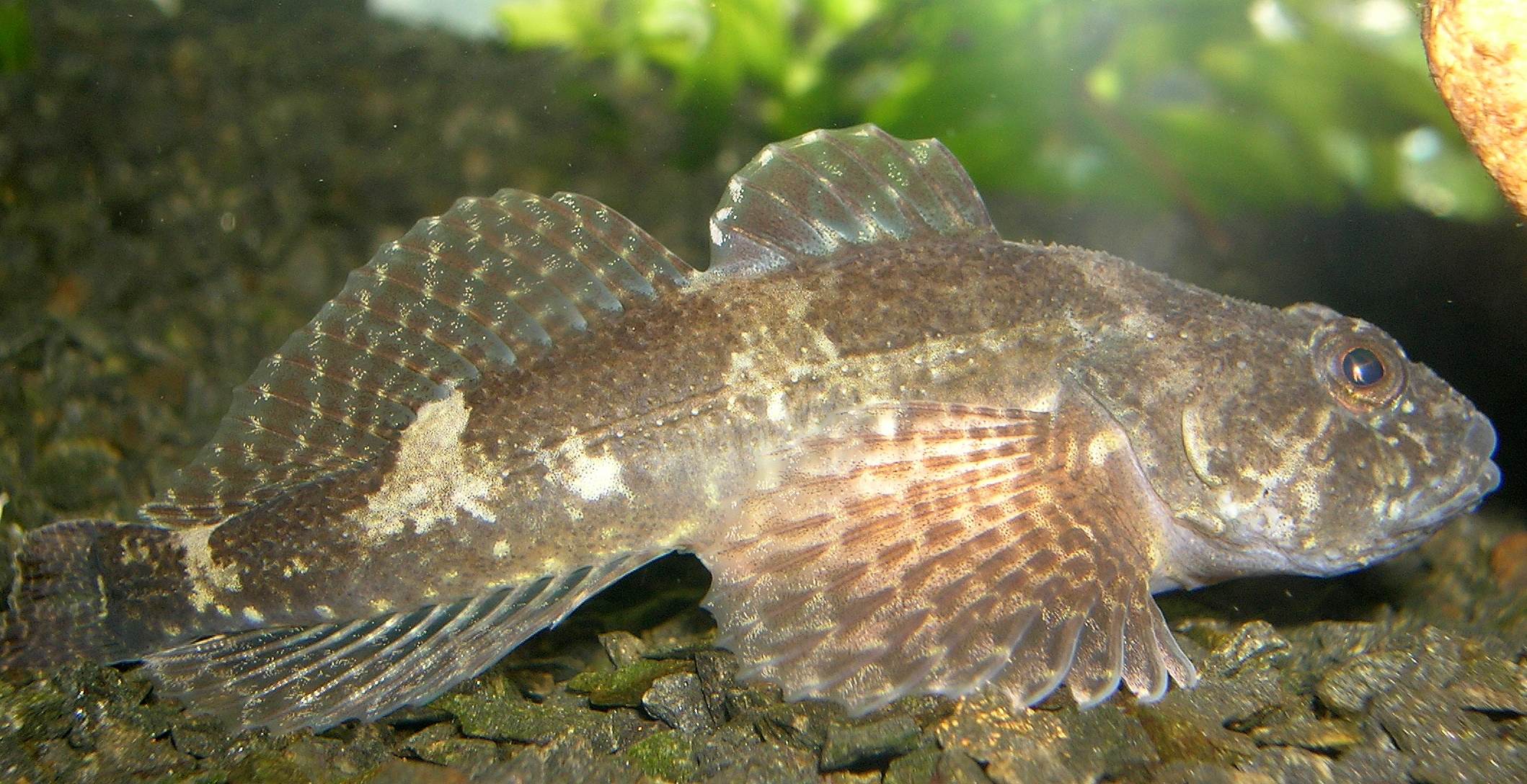
Groppe
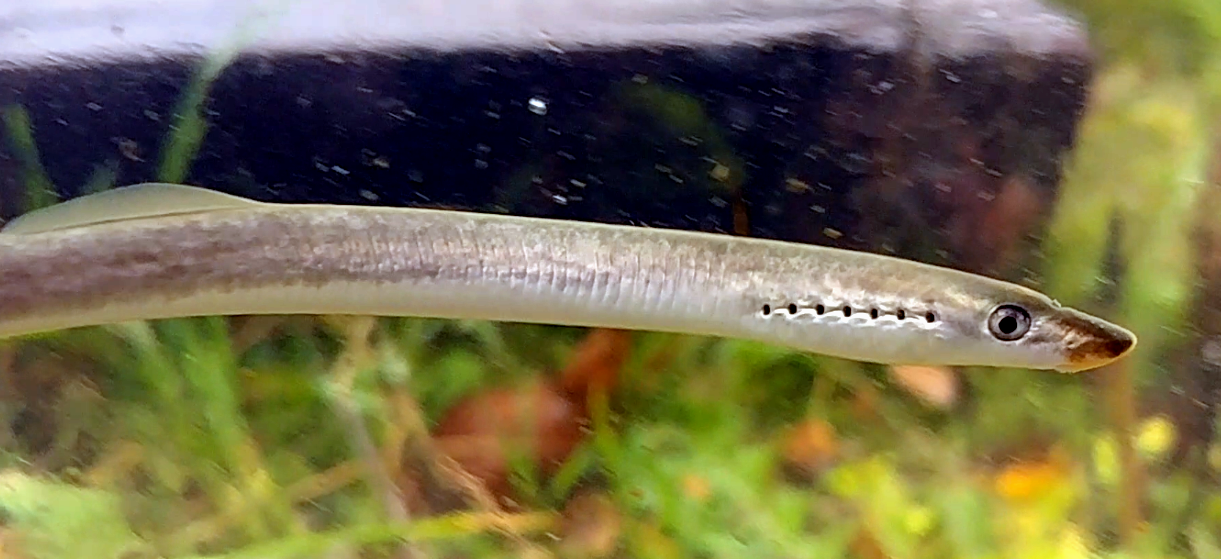
Bachneunauge
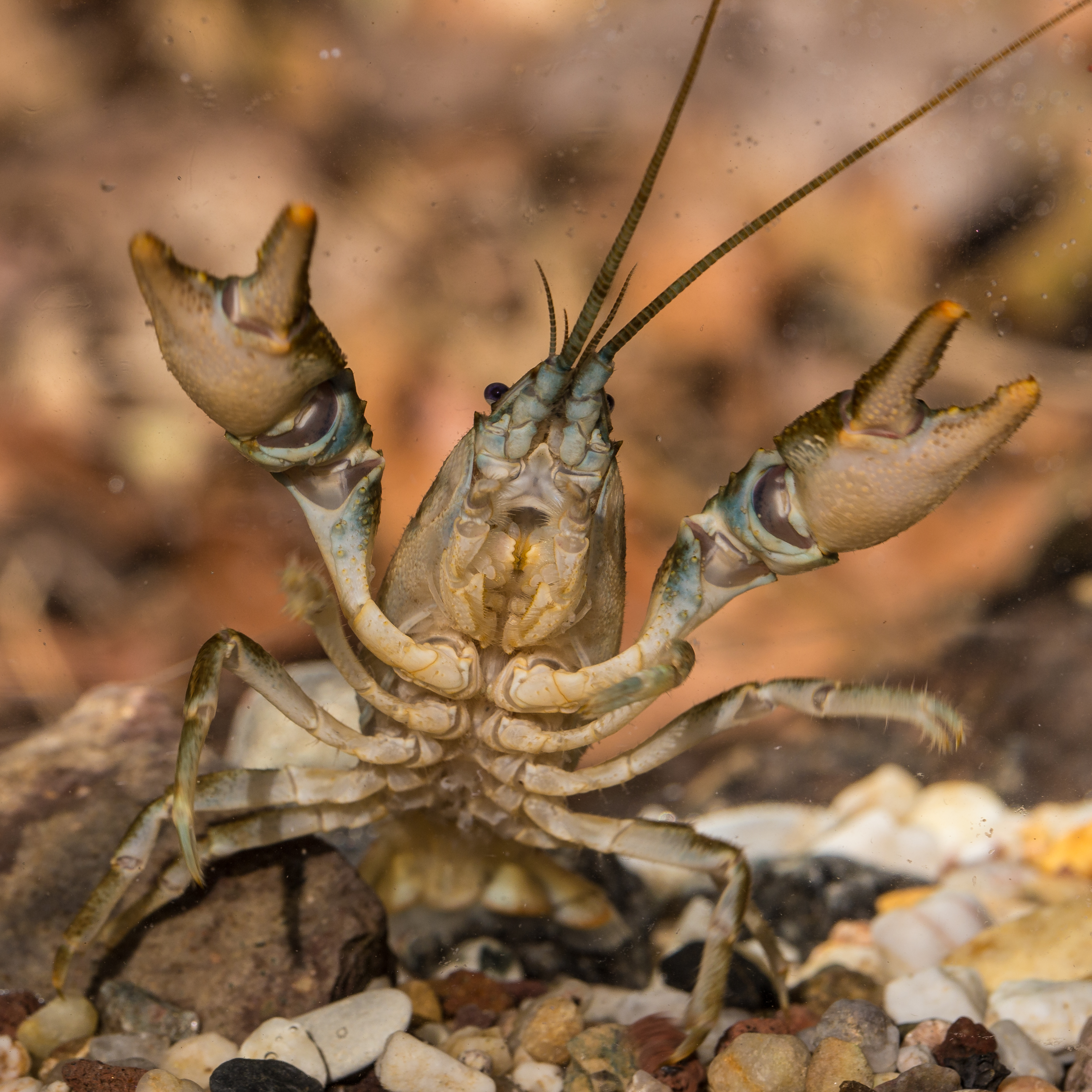
Nur noch an wenigen Stellen hessischer Gebirgsbäche trifft man auf den Steinkrebs